# Acanthocyclops miurai
Acanthocyclops miurai is een eenoogkreeftjessoort uit de familie van de Cyclopidae. De wetenschappelijke naam van de soort is voor het eerst geldig gepubliceerd in 1957 door ItoTak.